# Историја Светског првенства у фудбалу
Светско првенство у фудбалу је први пут одржано 1930. године, када је ФИФА одлучила да организује међународни фудбалски турнир за мушкарце у време мандата председника ФИФА Жила Римеа, који је ову идеју спровео. Прво првенство је одржано 1930. године са само тринаест тимова учесника. Од тада, Светско првенство је доживело узастопна проширења и организациона преуређење, са тренутним финалним турниром од 32 тима чијем избору претходи двогодишњи квалификациони процес, који укључује преко 200 репрезентација из целог света.

## Међународни фудбал пре 1930
Прва званична међународна фудбалска утакмица одиграна је 1872. у Глазгову између Шкотске и Енглеске, иако се тада фудбал ретко играо ван Уједињеног Краљевства.
Крајем 19. века утакмице које су се сматрале „светским првенством у фудбалу“ биле су сусрети водећих енглеских и шкотских клубова, попут утакмице 1895. између ФК Сандерланд и ФК Хартс, коју је победио Сандерленд.
До двадесетог века фудбал је постао популаран широм света и оснивали су се национални фудбалски савези. Прва званична међународна утакмица ван Британских острва одиграна је између Уругваја и Аргентине у Монтевидеу јула 1902. Међународна фудбалска федерација ( ФИФА) основана је у Паризу 22. маја 1904. године – која се састоји од фудбалских савеза Француске, Белгије (претходна два тима су одиграла своју прву државну утакмицу раније у месецу), Данске, Холандије, Шпаније, Шведска и Швајцарска, а Немачка се обавезала да ће се придружити.
Како је фудбал почео да постаје популарнији, оспорава се као олимпијски спорт који је признао МОК на Летњим олимпијским играма 1900. и 1904. године, као и на Интеркалираним играма 1906. године, пре него што је постао званично олимпијско такмичење под надзором ФИФА на Летњим олимпијским играма 1908. У организацији Енглеске фудбалске асоцијације, догађај је био само за играче аматере и сматран је сумњиво као представа, а не као такмичење. Енглеска аматерска фудбалска репрезентација победила је на такмичењу 1908. и 1912. године.
ФИФА је покушала да организује међународни фудбалски турнир између нација ван олимпијских оквира 1906. године, што је организовано у Швајцарској. Званична историја организације ФИФА описује такмичење као неуспешно.
Трофеј Томаса Липтона се понекад описује као Први светски куп.
Године 1914. ФИФА је пристала да призна олимпијски турнир као „светско фудбалско првенство за аматере“, и преузела је одговорност за организацију догађаја. Ово је довело до првог интерконтиненталног фудбалског такмичења на свету, Летњих олимпијских игара1920. године, где је победила Белгија. Уругвај је освајао турнире 1924. и 1928.

## Почеци Светског првенства
Године 1930. ФИФА је донела одлуку да организује сопствени међународни турнир. Летње олимпијске игре 1932, одржане у Лос Анђелесу, нису планирале да укључе фудбал као део програма јер тај спорт није био популаран у САД. ФИФА и МОК су се такође разишли око статуса играча аматера, па је фудбал избачен са игара. Председник ФИФА Жил Риме је тако кренуо у организацију инаугурационог турнира Светског првенства. Пошто је Уругвај сада двоструки званични светски шампион и због прославе стогодишњице независности 1930. године, ФИФА је именовала Уругвај за земљу домаћина. Национални савези одабраних нација су позвани да пошаљу тим, али избор Уругваја као места за такмичење значио је дуго и скупо путовање преко Атлантског океана за европске стране. Ниједна европска држава није се обавезала да ће послати тим до два месеца пре почетка такмичења. Римет је на крају убедио тимове из Белгије, Француске, Румуније, Мађарске и Југославије да учествују. Учествовало је укупно 13 нација – седам из Јужне Америке, четири из Европе и две из Северне Америке.
Прве две утакмице Светског првенства одиграле су се истовремено, а победиле су Француска и САД, које су победиле Мексико са 4–1 и Белгију са 3–0. Први гол у историји Мундијала постигао је Француз Лусјен Лоран. Четири дана касније, први хет-трик на Светском првенству остварио је Берт Патенауде из САД у победи Американаца од 3-0 против Парагваја. У финалу је Уругвај победио Аргентину резултатом 4-2 пред публиком од 93.000 људи у Монтевидеу и постао прва нација која је освојила Светско првенство.
Домаћин Светског првенства 1934. била је Италија и то је било прво Светско првенство које је укључивало квалификациону фазу. На турнир се квалификовало 16 екипа, што је број који ће бити задржан до проширења финалног турнира 1982. године. Уругвај, носилац титуле из 1930, и даље узнемирен због лоше посећености Европе на свом Светском првенству 1930, бојкотовао је Светско првенство 1934. године. Боливија и Парагвај су такође били одсутни, што је омогућило Аргентини и Бразилу да се пласирају у финале у Италији без потребе да играју квалификационе утакмице. Египат је постао први афрички тим који се такмичио, али је изгубио од Мађарске у првом колу. Италија је освојила турнир, поставши прва европска екипа којој је то успело.
Светско првенство 1938. такође је одржано у Европи (у Француској), на велико запрепашћење многих Јужноамериканаца, а Уругвај и Аргентина су бојкотовали. По први пут су носиоци титуле и земља домаћин добили аутоматске квалификације. Након утакмице плеј-офа против Летоније, Аустрија се званично квалификовала у последњу рунду, али због аншлуса у априлу 1938. са Немачком, репрезентација Аустрије се повукла, а неки аустријски играчи су прешли у немачку репрезентацију (која је елиминисана у првом кругу). Аустријско место је понуђено Енглеској, али су они одбили.
Француска је била домаћин, али први пут домаћини нису победили на такмичењу, пошто је Италија задржала титулу, победивши у финалу Мађарску. Пољски нападач Ернест Вилимовски постао је први играч који је постигао четири гола на утакмици Светског првенства током пораза Пољске од Бразила резултатом 6–5; његов рекорд су касније изједначили други играчи, али је побољшан само 56 година касније на Светском првенству 1994. године.

## Светско првенство у фудбалу 1942
Планирано је да се Светско првенство у фудбалу одржи 1942. Немачка се званично пријавила да буде домаћин Светског првенства у фудбалу 1942. на 23. Конгресу ФИФА 13. августа 1936. у Берлину. У јуну 1939. Бразил се такође пријавио за домаћина турнира. Почетак европских непријатељстава у септембру 1939. подстакао је даље планове да се Светско првенство 1942. откаже, пре него што је изабрана земља домаћин. ФИФА турнир се није одржао.
Током Другог светског рата, ФИФА се борила да се одржи, и није имала финансијских или кадровских ресурса са којима би планирала мирнодопски турнир када се непријатељства окончају. Када се рат завршио 1945, било је јасно да ФИФА неће имати наде ни у једној години планирања и заказивања Светског првенства 1946. Први састанак ФИФА био је 1. јула 1946. – отприлике у време када би се обично играло Светско првенство 1946. – и када је планирала следеће Светско првенство за 1949. ниједна земља није била домаћин. Једини велики међународни турнир 1946. било је првенство Јужне Америке 1946. на коме је Аргентина победила Бразил са 2 : 0 10. фебруара 1946.

## Послератне године

### Педесетих година 20. века
Такмичења су настављена Светским првенством у Бразилу 1950. на којем су први били британски учесници. Британски тимови су се повукли из ФИФА 1920, делом због неспремности да играју против земаља са којима су били у рату, а делом због протеста против страног утицаја на фудбал, али су се поново придружили 1946. на позив ФИФА. Међутим, ангажман Енглеске није био успешан. Енглези нису успели да уђу у последњу рунду групе у кампањи која је укључивала изненадни пораз од Сједињених Држава са 1:0.
На турнир се такође вратио шампион из 1930. Уругвај, који је бојкотовао претходна два светска првенства. Из политичких разлога, источноевропске земље (као што су Мађарска, Совјетски Савез и Чехословачка) нису учествовале.
Носилац титуле Италија јесте учествовала, упркос ваздушној катастрофи Суперга 1949. у којој је погинуо цео тим ФК Торина (од којих су многи били репрезентативци). Светско првенство 1950. је било једини турнир на коме није одиграно финално нерешено, заменивши нокаут рунде са две групне фазе. Последњи меч друге групне фазе, међутим, понекад се назива „финалом“, пошто је пласман у групи значио да ће победници бити укупни победници. Уругвај је изненађујуће победио домаћина Бразил са коначним резултатом 2-1 (утакмица ће касније бити позната као Мараканазо), и по други пут је постала шампион. Ова утакмица је такође држала рекорд за највећу посећеност на било којој спортској утакмици, од око 200.000.
Светско првенство у фудбалу 1954, одржано је у Швајцарској, било је прво емитовано на телевизији. Совјетски Савез није учествовао због њиховог лошег наступа на Летњим олимпијским играма 1952. Шкотска је први пут наступила на турниру, али није успела да забележи победу, јер је изашла после групне фазе. Овај турнир је поставио низ рекорда свих времена, укључујући највиши просечан број голова по утакмици и тим са најбољим стрелцем (Мађарска), као и највише голова у једном мечу (победа Аустрије у четвртфиналу од 7–5 над Швајцарском). Западна Немачка је била победник турнира, победивши олимпијског шампиона Мађарску са 3–2 у финалу, преокренувши заостатак од 2–0 у процесу, а Хелмут Ран је постигао победник. Утакмица је позната као Бернско чудо у Немачкој.
Бразил је освојио Светско првенство 1958, одржано у Шведској, и постао први тим који је освојио Светско првенство ван свог матичног континента (само 4 тима су то урадила до данас – Бразил 1958, 1970, 1994 и 2002, Аргентина 1986, Шпанија 2010. и Немачка 2014.). Совјетски Савез је овог пута учествовао, највероватније због победе у Мелбурну 1956. По први (и до сада једини) пут сва четири британска тима су се пласирала у финалну рунду. Велс је успео да искористи ситуацију у зони Африке/Азије, где би број одустајања донео Израелу квалификације, а да није одиграо ни једну квалификациону утакмицу. Ово је навело ФИФА да пресуди да квалификације без играња нису дозвољене па је Израелу наређено да игра против једног од тимова који су завршили на другом месту у другим групама. Уведен је нерешен резултат и Велс је два пута победио Израел са 2-0 1958. Био је то први (и до сада једини) пут да је нека земља играла финалну рунду Светског првенства након што је елиминисана у редовним квалификацијама. На турниру се такође појавио Пеле, који је у финалу постигао два гола. Француски нападач Жист Фонтен био је најбољи стрелац турнира.

### Шездесетих година 20. века
Чиле је био домаћин Светског првенства 1962. Две године пре турнира, догодио се земљотрес, највећи икада забележен, јачине 9,5 степени по Рихтеровој скали, што је навело званичнике да обнове град због великих оштећења инфраструктуре. Када је такмичење почело, два најбоља играча су била у лошој форми јер се Пеле повредио у другој утакмици групе, Бразил против Чехословачке. Такође, у Совјетском Савезу је голман Лев Јашин показао лошу форму.
Такмичење је такође била поремећено претерано дефанзивном и често насилном тактиком. Ова отровна атмосфера кулминирала је такозваним мечом првог кола битке код Сантјага између Италије и Чилеа у којој је Чиле победио 2-0. Пре меча два италијанска новинара написала су неласкаве текстове о земљи домаћину. У мечу су играчи са обе стране намерно покушавали да нанесу штету противницима, иако је енглески судија Кен Астон искључио само два играча из Италије. На крају, италијанском тиму је била потребна полицијска заштита да безбедно напусти терен.
Бразил је победио Чехословачку на другом Светском првенству заредом у финалу од 3–1 који су водили Гаринча и Амарилдо, у Пелеовом одсуству, и задржао трофеј Жила Римеа.
Колумбијац Маркос Кол ушао је у историју Светског првенства када је постигао гол директно из корнера (који се у Латинској Америци назива олимпијским голом), једини који је икада постигнут на Светском првенству, поред совјетског голмана Лава Јашина.
Светско првенство 1966, чији је домаћин била Енглеска, било је прво које је обухватило маркетинг, са маскотом и званичним логотипом. Трофеј је украден уочи турнира, али га је недељу дана касније пронашао пас по имену "Куриш". Јужноафричка Република је забрањена због кршења Повеље против дискриминације (апартхејда). Забрана је остала на снази до 1992. године када је ФИФА коначно прихватила Јужноафрички фудбалски савез. У квалификационим рундама турнира дошло је до контроверзе када су афричке нације одлучиле да се повуку у знак протеста због само једног квалификационог места које је ФИФА доделила регионима Азије, Океаније и Африке. Коначни квалификанти из зоне, Северна Кореја, постали су први азијски тим који је стигао до четвртфинала, елиминишући Италију у том процесу. Енглеска је освојила турнир, иако је Жоао Авеланж (бивши председник ФИФА-е од 1974. до 1998.) тврдио да су Светска првенства 1966. и 1974. била намештена тако да Енглеска и Немачка победе. Џеф Херст је постао први и до данас једини играч који је постигао хет-трик у финалу Светског првенства, а Еузебио, чији је тим Португала учествовао на свом првом Светском првенству, био је најбољи стрелац турнира са девет голова.

### Седамдесетих година 20. века
Квалификационе фазе за Светско првенство 1970. биле су коинциденцијалне са фудбалским ратом између Хондураса и Салвадора. Финале је одржано у Мексику. Израел је био уз Европу, али због политичких проблема било је све теже пласирати их у квалификационе рунде. Груписани су у Азији/Океанији. Корејска ДНР је тада одбила да се састане са њима, иако је то значило аутоматску дисквалификацију. Сукоб у групној фази између бранилаца титуле Енглеске и Бразила оправдао је своје рачуне, а још увек се памти по одбрани голмана Енглеске Гордона Банкса који је Пеле ударио главом на линији од шест јарди. Турнир се памти и по полуфиналној утакмици између Италије и Западне Немачке, у којој је постигнуто пет голова у продужецима, а Франц Бекенбауер је играо са сломљеном руком, пошто је Немачка искористила све своје дозвољене замене. Италија је била победник резултатом 4–3, али је у финалу поражена резултатом 1–4 од Бразила, који је постао прва нација која је освојила три светска првенства.
Направљен је нови трофеј за издање такмичења из 1974. одржаног у Западној Немачкој. После нерешеног резултата у првој утакмици плеј-офа УЕФА/ЦОНМЕБОЛ интерконтиненталног плеј-офа против Чилеа у квалификацијама, Совјетски Савез је одбио да путује у главни град Чилеа на реванш из политичких разлога, а у складу са прописима, Чилеу је додељена победа.
Источна Немачка, Хаити, Аустралија и Заир пласирали су се у прва финала. Турнир је такође доживео нови формат, где су два врхунска тима из сваке од претходне четири групе поново подељена у две групе од по четири, при чему су победници било које групе играли међусобно у финалу. Домаћини Западне Немачке победили су у финалу Холандију са 2–1, али је и револуционарни Тотални фудбалски систем Холандије био тај који је заокупио светску фудбалску машту. Веома добро одиграна Пољска завршила је на трећем месту, пошто је победила Бразил 1–0 (и након што је победила Аргентину 3–2 и елиминисала Италију 2–1 у почетној утакмици у групи), пошто је једва изгубила на страшној киши у полуфиналу од Западне Немачке 0–1.
Светско првенство у фудбалу 1978. одржано је у Аргентини, што је изазвало контроверзе пошто се две године раније у тој земљи догодио војни удар. Наводе да је холандска звезда Јохан Кројф одбио да учествује због политичких убеђења, он је 30 година касније оповргнуо.
У периоду квалификација се надметало 95 земаља за 14 места (носиоци и домаћини су се квалификовали аутоматски), било је скоро седам тимова који су се такмичили за свако место у Аргентини. Мађарска је освојила своју европску групу, али је ипак морала да победи у плеј-офу против Боливије да би се квалификовала, док су Енглеска и Италија - једини бивши шампиони који су учествовали у европским квалификацијама - смештени у исту групу, што је резултатом да је Енглеска елиминисана на гол-разлику упркос победи у пет од својих шест квалификационих мечева.
Иран и Тунис су први пут учествовали. Тунис је победио у свом првом мечу против Мексика резултатом 3–1 и постао први афрички тим који је икада победио на утакмици Светског првенства. Било је и контроверзи на терену. Током другог кола Аргентина је имала предност у мечу против Перуа пошто је почетак био неколико сати након утакмице Бразила са Пољском. Бразил је победио у мечу резултатом 3–1, тако да је Аргентина знала да мора да победи Перу са четири гола да би се пласирала у финале. Заоставши 2–0 на полувремену, Перу је једноставно колабирао у другом полувремену, а Аргентина је на крају победила 6–0. Гласине су сугерисале да је Перу можда био подмићен да је дозволио Аргентини да добије меч са тако великом разликом. Аргентина је победила у финалу резултатом 3–1, а Холанђани су други пут узастопно били другопласирани.

## Крајем 20. века

### Осамдесетих година 20. века
Шпанија је била домаћин проширеног Светског првенства 1982. на којем су учествовала 24 тима, што је прво проширење од 1934. године. Тимови су били подељени у шест група од по четири, а прва два тима у свакој групи су се пласирала у други круг, где су се поделили у четири групе по три. Победници сваке групе пласирали су се у полуфинале. Дебитанти су били Камерун, Алжир, Хондурас, Нови Зеланд и Кувајт. Утакмица у групи између Кувајта и Француске била је фаза фарсалног инцидента. Пошто су Французи водили 3–1, кувајтски тим је прекинуо игру након што је са трибина чуо звиждук за који су мислили да је дошао од судије, пошто је француски дефанзивац Максим Босис постигао гол. Док је кувајтски тим протестовао због гола, шеик Фахид Ал-Ахмад Ал-Сабах, председник Кувајтског фудбалског савеза, утрчао је на терен и ургирао код судије да размисли. Судија је поништио погодак. Босис је постигао још један валидан гол неколико минута касније и Француска је победила са 4-1.
Такође током групне фазе, Мађарска је победила Салвадор са 10–1, што је била једина прилика до данас да је тим постигао десет голова на утакмици Светског првенства. Утакмица у групи између Западне Немачке и Аустрије касније је резултирала променом правила Светског првенства, након што су оба тима очигледно настојала да одрже квалификације обезбеђујући резултат 1-0 током 80 минута. Полуфинале између Западне Немачке и Француске изазвало је још једну контроверзу када је изазов немачког голмана Харалда Шумахера победио Патрика Батистона резултатом 1–1. Шумахер је избегао црвени картон, а Немачка је победила у извођењу пенала, након што се вратила на ниво након што је изгубила резултатом 1–3. Финале је победила Италија, чиме је италијански капитен Дино Зоф постао најстарији играч који је освојио Светско првенство. Италијански нападач Паоло Роси, који се враћао после скандала са намештањем утакмица и забране која је уследила, био је најбољи стрелац турнира са шест голова, укључујући класични хет-трик против Бразила.
Због повлачења Колумбије да буде домаћин турнира, Мексико је постао прва нација која је одржала два светска првенства тако што је била домаћин Светског првенства 1986. Формат се поново променио, тако што је друго коло замењено предчетвртфиналним, нокаут такмичењем, за које би се квалификовало 16 тимова. Такође је одлучено да последња два меча у свим групама почну истовремено, како би се обезбедила потпуна правичност. Канада, Данска и Ирак изборили су своје прво финале. Хосе Батиста из Уругваја поставио је рекорд Светског првенства након што је искључен након само 56 секунди утакмице против Шкотске. Четвртфинални меч између Енглеске и Аргентине памти се по два изузетна гола Дијега Марадоне, касније сматран играчем турнира, првом, контроверзном рукометном голу, и другом, који се сматра голом века, у којем је дриблао пола дужина терена мимо пет енглеских играча пре поготка. У финалу је Аргентина победила Западну Немачку са 3–2.

### Деведесете године
У Италији је одржано Светско првенство 1990. Камерун, који је учествовао на свом другом светском првенству, пласирао се у четвртфинале пошто је у првој утакмици победио Аргентину. Ниједна афричка држава никада раније није стигла до четвртфинала. Мексико није могао да се такмичи у прелиминарном такмичењу за Светско првенство 1990. године због двогодишње забране због преваре у вези са узрастом на омладинском првенству. САД су се квалификовале први пут од 1950. године. Непријатна епизода покварила је јужноамеричке квалификације: током меча између Бразила и Чилеа, ватромет је пао близу чилеанског голмана Роберта Рохаса, који је потом глумио повреду посекавши себи лице жилетом коју је сакрио у рукавици. Његов тим је одбио да настави меч (пошто је у то време пао голом). Завера је откривена и резултирала је суспензијом Рохаса на 12 година, а Чилеу је забрањено учешће на Светском првенству 1994. У финалу су наступили исти тимови као и 1986. године. Након што је завршила као другопласирани на два претходна турнира, Западна Немачка је у финалу победила Аргентину са 1-0 и забележила своју трећу титулу. Република Ирска је такође први пут наступила на турниру, пласиравши се у четвртфинале без победе у једној утакмици (четири ремија, уз победу над Румунијом из пенала у другом колу). Ово је најдаље што је тим икада напредовао на светском првенству без победе.
На Светском првенству 1994., одржаном у Сједињеним Државама, прво је финале Светског првенства било одлучено пеналима, а Бразил је победио Италију. СР Југославија је искључена због санкција УН у вези са ратом у Босни и Херцеговини. Колумбија се квалификовала неочекивано савладавши Аргентину са 5-0. Јапану је за измакла квалификација за Светско првенство након ремија са Ираком у финалној утакмици квалификационе рунде, коју навијачи памте као " агонију Дохе". Као резултат тога, Јужна Кореја се квалификовала на турнир. Русија (заузевши место Совјетског Савеза који се распао током 1990. и 1991.) је играла своје прво такмичење на Светском првенству као нова земља, са Грчком, Нигеријом и Саудијском Арабијом као осталим првим играчима. Дијего Марадона је суспендован на средини турнира пошто је био позитиван на кокаин. Аргентина је елиминисана од Румуније. Упркос релативном недостатку популарности фудбала у земљи домаћину, турнир је био финансијски најуспешнији  у историји Светског првенства; оборио је турнирске рекорде са укупном посећеношћу од 3.587.538 и просеком од 68.991 по мечу, показатељима који су остали непрекинути од 2018. упркос проширењу такмичења са 24 на 32 тима почевши од Светског првенства 1998. године.
Укупна посећеност турнира од скоро 3,6 милиона и даље је највећа у историји Светског првенства. Олег Саленко из Русије постао је први играч који је постигао пет голова у једној утакмици финала Светског првенства у победи своје земље у групној фази над Камеруном резултатом 6–1. У истом мечу, 42-годишњи Роџер Мила постигао је једини гол за Камерун, поставши најстарији играч који је икада постигао гол на утакмици Светског првенства. Христо Стоичков је поделио Златну копачку као заједнички најбољи стрелац на турниру са Олегом Саленком (шест голова), као и награду бронзана лопта. Он је довео Бугарску до победе од 2–1 над браниоцем титуле Немачком у четвртфиналу, пре него што је изгубио 2–1 од Италије и изгубио у плеј-офу за треће место од Шведске, 4–0.
Светско првенство 1998. одржано је у Француској и имало је проширени формат са 32 тима. Иран је у квалификацијама победио Малдиве са највећом разликом у историји Светског првенства – 17–0. У финалу, меч другог кола између Француске и Парагваја био је сведок првог златног гола у историји Светских првенстава, пошто је Лоран Блан постигао гол и донео победу домаћину резултатом 1 : 0. Домаћин Француска освојила је турнир победивши Бразил са 3-0 у финалу, пошто је Бразилац Роналдо имао здравствених проблема и стога није имао утицаја на меч. Дебитант Хрватска завршила је на трећем месту.

## 21. век

### 2000-е
Светско првенство 2002. било је прво које је одржано у Азији, а домаћини су га заједнички били Јужна Кореја и Јапан. Тогоанац Сулејман Мамам постао је најмлађи играч који је икада изашао на терен за прелиминарне утакмице Светског првенства са напуњених 13 година и 310 дана, у Ломеу у мају 2001. Аустралија је победила Америчку Самоу резултатом 31–0 у прелиминарном мечу – нови рекорд за маргину победе и меч са најбољим резултатом икада. Турнир је био успешан за тимове који су традиционално сматрани миноуима, а Јужна Кореја, Сенегал и Сједињене Државе су се пласирале у осмину финала. Бразил је у финалу победио Немачку са 2 : 0 за своју пету титулу. Турчин Хакан Шукур ушао је у историју постигавши први гол на Светском првенству свих времена против Јужне Кореје за само 11 секунди.
У Немачкој је одржано Светско првенство 2006. Било је то прво Светско првенство за које је претходни победник морао да се квалификује; земља(е) домаћина настављају да добијају аутоматски вез. Четири афричка тима су такође дебитовала у финалу Светског купа: Того, Обала Слоноваче, Ангола и Гана који су импресивно успели да се пласирају у 16. финале победивши Чешку, трећепласирану на свету, 2–1, заједно са Сједињеним Државама 2 –0, пре него што је изгубио од браниоца титуле Бразила 0–3.
Бразил и Енглеска су у почетку били фаворити енглеских кладионица. Снажан наступ Немачке довео их је до полуфинала. Ипак, последњи меч је био између Италије и Француске, у којем је капитен Француске Зинедин Зидан искључен у последњих десет минута надокнаде због ударца главом у груди италијанског централног дефанзивца Марка Матеразцја. Италија је победила резултатом 5–3 у извођењу пенала, а резултат је био 1–1 после 90 минута и продужетака.

### 2010-е
Светско првенство у фудбалу 2010. одржано је у Јужној Африци. Био је то први куп на афричком тлу, а куп је освојила Шпанија. Турнир је био познат по веома дефанзивним уводним утакмицама, контроверзама око технологије гол-линије и увођењу вувузела. Иако се сматрају једним од фаворита турнира, Шпанци су освојили куп упркос томе што су постигли само осам голова у седам утакмица и изгубили први меч од Швајцарске. Давид Виља је био најбољи у екипи са пет голова. У финалу у којем је подељен рекордан број жутих картона и што су неки сматрали насилном игром холандске стране, десеточлана екипа Холандије поражена је са 1 : 0 у 116. минуту голом Андреса Инијесте.
Светско првенство 2014. одржано је у Бразилу, што је други пут да је Бразил био домаћин такмичења. Куп је освојила Немачка, која је у финалу победила Аргентину са 1:0. Холандија је победила Бразил (који је изгубио од коначног победника, Немачке, 7–1 у полуфиналу) 3–0 у утакмици за бронзану медаљу.
Због релативно високих температура околине у Бразилу, посебно на северним теренима, паузе за хлађење за играче су први пут уведене током ових утакмица. На овом Светском првенству дебитовали су сензори за избегавање фантомских голова са технологијом која се користи за одређивање, у сумњивим ситуацијама, да ли је лопта прешла гол линију.
Светско првенство у фудбалу 2018. одржано је у Русији. Био је то први куп који је одржан у источној Европи. Куп је освојила Француска, која је у финалу победила Хрватску са 4-2. Белгија је победила Енглеску са 2 : 0 у утакмици за бронзану медаљу. То је такође био први пехар који је користио систем ВАР.

### 2020-е
Светско првенство 2022. чији је домаћин Катар биће први турнир који се неће одржавати у летњем термину у којем се обично одржава. Одржаће се од 20. новембра до 18. децембра 2022. године.

## Еволуција формата
Број тимова и формат сваког финалног турнира значајно су варирали током година. На већини турнира, турнир се састоји од групне фазе Бергеровog системa након чега следи нокаут фаза са једном елиминацијом.
У 1934. и 1938. реми у нокаут утакмицама решавани су репризом. Касније је било предвиђено извлачење жреба, али никада није призвано. Од 1974. користе се пенали.
Године 1954. свака група је имала два носиоца и два неносиоца; носиоци су играли само против неименованих и обрнуто.
До 1958. године, ранг-листе у групама су се прекидале путем плеј-офа; то се догодило само 1954. и 1958. године.
До Светског првенства у фудбалу 1990. признaвала су се 2 бода за победу и 1 бод за реми. Од Светског првенства у фудбалу 1994. 3 бода се признају за победу и 1 бод за реми.
Свака група од четири тима игра по кружном распореду. Од Светског првенства 1986. године, све финалне групне утакмице морају се одржавати истовремено, што је правило које је ФИФА увела како би се минимизирао дослух међу тимовима који захтевају одређени резултат да би напредовали. ФИФА је увела политику додељивања три бода за победу на Светском првенству 1994. Иако су голови за већ били тај-брејк, ФИФА се надала да ће створити додатни подстицај тимовима да теже победи. Први тим на који је ово правило утицало био је Парагвај 1998. године, који би по претходним правилима ФИФА-е победио у својој групи на гол разлике над Нигеријом. Парагвај је прошао у нокаут фазу као вицешампион групе, а у осмини финала је поражен од домаћина и коначног шампиона Француске. По новом бодовном систему није могуће бити елиминисан из групне фазе са другим местом или већим процентом победа, али је могуће завршити иза екипе са истим процентом победе, али нижом гол разликом. То се догодило на Светском првенству 2010. када је Нови Зеланд завршио са три ремија, а Словачка са једном победом, једним ремијем и једним поразом. Словачка је напредовала у Групи Ф заузевши друго место са четири бода, елиминисавши Нови Зеланд са три бода. Према претходном систему доделе бодова ФИФА, Нови Зеланд би напредовао са нула голова разлике, док би Словачка била елиминисана са гол разликом од -1.
Критеријуми за напредовање у нокаут фазу су следећи:
1. Највећи број поена у групним утакмицама
2. Највећа укупна гол разлика у три групна меча
3. Највећи број постигнутих голова у три групне утакмице
4. Уколико би тимови остали изједначени по тим критеријумима, од тих тимова би се формирала мини група која би се рангирала на:
  1. Највише поена освојених у мечевима против других тимова у нерешеном мечу
  2. Највећа гол разлика у мечевима против осталих тимова у изједначењу
  3. Највећи број голова постигнутих у мечевима против осталих екипа у нерешеном мечу
5. Ако би тимови остали изједначени након свих ових критеријума, ФИФА би одржала жреб
6. Извлачење жреба за изједначене екипе врши се сат времена након финалне утакмице у групи на стадиону где се одржава првенствена утакмица. Жреб је по стилу и формату сличан жребању Светског првенства; из лонца се извлачи лопта у којој се налазе лоптице са именима сваке изједначене екипе.

Од Светског првенства 2014. жреб је извучен само једном у историји турнира. Међутим, коришћени су за раздвајање другог и трећег места у групи (Република Ирска и Холандија 1990. године) где су обе већ биле обезбеђене квалификације. Дакле, тим никада није елиминисан на основу жреба.
| Година | Домаћин              | Победник        | Капитен                 | Тренер                 |
| ------ | -------------------- | --------------- | ----------------------- | ---------------------- |
| 1930   | Уругвај              | Уругвај         | Хосе Насази             | Алберто Супичи         |
| 1934   | Италија              | Италија         | Ђанпјеро Комби          | Виторио Поцо           |
| 1938   | Француска            | Италија         | Ђузепе Меаца            | Виторио Поцо           |
| 1950   | Бразил               | Уругвај         | Обдулио Варела          | Хуан Лопез             |
| 1954   | Швајцарска           | Западна Немачка | Фриц Валтер             | Сеп Хербергер          |
| 1958   | Шведска              | Бразил          | Хилдералдо Белини       | Висенте Феола          |
| 1962   | Чиле                 | Бразил          | Мауро Рамос             | Ајморе Мореира         |
| 1966   | Енглеска             | Енглеска        | Боби Мур                | Алф Ремзи              |
| 1970   | Мексико              | Бразил          | Карлос Алберто Торес    | Марио Загало           |
| 1974   | Западна Немачка      | Западна Немачка | Франц Бекенбауер        | Хелмут Шен             |
| 1978   | Аргентина            | Аргентина       | Данијел Пасарела        | Сесар Луис Меноти      |
| 1982   | Шпанија              | Италија         | Дино Зоф                | Енцо Берцот            |
| 1986   | Мексико              | Аргентина       | Дијего Армандо Марадона | Карлос Билардо         |
| 1990   | Италија              | Западна Немачка | Лотар Матеус            | Франц Бекенбауер       |
| 1994   | САД                  | Бразил          | Дунга                   | Карлос Алберто Пареира |
| 1998   | Француска            | Француска       | Дидје Дешан             | Еме Жаке               |
| 2002   | Јужна Кореја · Јапан | Бразил          | Кафу                    | Луиз Фелипе Сколари    |
| 2006   | Немачка              | Италија         | Фабио Канаваро          | Марчело Липи           |
| 2010   | Јужна Африка         | Шпанија         | Икер Касиљас            | Висенте дел Боске      |
| 2014   | Бразил               | Немачка         | Филип Лам               | Јоахим Лев             |
| 2018   | Русија               | Француска       | Иго Лорис               | Дидје Дешан            |
| 2022   | Катар                | Аргентина       | Лионел Меси             | Лионел Скалони         |